# Holy Diver (Lied)
Holy Diver ist das Titellied des Albums Holy Diver der Heavy-Metal-Band Dio und wurde als ihre erste Single ausgekoppelt. Text und Musik stammen von Ronnie James Dio.
Der Song erschien 1983 auf dem gleichnamigen Album Holy Diver. Die Single erreichte Position 40 der Billboard Mainstream Rock Charts und in Großbritannien Platz 72 der Single-Charts. 2009 wurde das Stück von VH1 auf Platz 43 der Top 100 Hard Rock Songs geführt. Die Single erschien im Sommer 1983 bei Vertigo Records, auf der B-Seite befanden sich Evil Eyes (später auf dem Album The Last in Line enthalten) und Don’t Talk to Strangers, ein weiteres Stück vom Album Holy Diver.

## Hintergründe
Eduardo Rivadavia von Allmusic charakterisierte das Lied in einer Kritik zum Album als zeitlos episch sowie von einem düsteren Groove unterlegt und verglich es mit Stargazer von Rainbow und Sign of the Southern Cross von Black Sabbath.
Das Musikvideo zu Holy Diver wurde von Arthur Ellis produziert. Es zeigt Ronnie James Dio als fellbekleideten Krieger, der durch ein trostloses Land wandert. In einer zerfallenen Kirche trifft er zwei Krieger, die er mit seinem Schwert in Ratten verwandelt. Bei einem Schmied erhält er ein neues Schwert. Dieses Schwert schwingend geht er durch ein Gebäude. Einige Hörer assoziieren den Text mit Offenbarung 12,9; Dio selbst äußerte, jeder habe seine eigene Interpretation, er habe jedoch nicht über diese Bibelstelle geschrieben.
Die japanische Videospiele-Firma Irem veröffentlichte 1989 ein Spiel namens Holy Diver für die Famicom-Konsole, welches auf dem Lied basiert. Der Protagonist weist starke Ähnlichkeiten mit Ronnie James Dio auf. Der amerikanische Medienkonzern Clear Channel Communications setzte das Lied nach dem 11. September 2001 auf eine Liste von insgesamt 166 Musikstücken mit anstößigem Titel bzw. fragwürdigem Inhalt, die von den angeschlossenen Radiostationen nicht mehr gespielt werden sollten.

## Weitere Verwendung
- Soundtrack des Radiosenders V-Rock im Videospiel Grand Theft Auto: Vice City Stories
- Soundtrack von Guitar Hero: Rocks the 80s
- South-Park-Episode Hooked on Monkey Fonics; dort hat Dio einen Gastauftritt und spielt Holy Diver.
- Der Baseball-Spieler Pat Burrell (Tampa Bay Rays) benutzte das Lied in den Jahren 2005, 2006 und 2009 als seine Schlagmusik.

## Coverversionen
Künstler, die Holy Diver gecovert haben:
- Pat Boone auf dem Album In a Metal Mood: No More Mr. Nice Guy, mit Ronnie James Dio als Hintergrundsänger
- Killswitch Engage, zuerst auf dem Sampler High Voltage! A Brief History of Rock für Kerrang!, später auf As Daylight Dies
- Otyg bei Live-Auftritten
- Eläkeläiset als Humpparaakki auf Humppamaratooni
- Sum 41 als Akustikversion für die MTV-Sendung Jammed
- Tenacious D bei Live-Auftritten
- HolyHell bei Live-Auftritten
- Holy Mother auf  Criminal Afterlife
- Axel Rudi Pell auf „The Ballads IV“
- Steve ’n’ Seagulls Album „Farm machine“
- After All auf dem Album „Cult of Sin“
- Pain of Salvation auf dem Akustikalbum „Falling Home“
- Burning Witches auf dem Album „Hexenhammer“
- Dan Reed als Single unmittelbar nach Dios Tod